# کراسیمیر دیمیتروف
کراسیمیر دیمیتروف (بلغاری: Красимир Димитров؛ زادهٔ ۵ نوامبر ۱۹۷۱) بازیکن فوتبال اهل بلغارستان است.
از باشگاه‌هایی که در آن بازی کرده است می‌توان به باشگاه فوتبال بوتو پلوودیو و باشگاه فوتبال لفسکی صوفیه اشاره کرد.